# Wolf Creek (film)
Wolf Creek is een Australische horrorfilm uit 2005 onder regie van Greg Mclean. Het verhaal is zeer losjes gebaseerd op de daden van seriemoordenaar Ivan Milat, de vermeende pleger van de Backpacker Murders. McClean regisseerde zelf in 2013 opvolger, Wolf Creek 2.
Wolf Creek werd onder meer genomineerd voor een Grand Jury Price van het Sundance Film Festival, maar moest de eer laten aan Herói, O.

## Verhaal
Twintigers Ben Mitchell (Nathan Phillips), Liz Hunter (Cassandra Magrath) en Kristy Earl (Kestie Morassi) zijn een autotochtje aan het maken door Wolf Creek National Park, in de Australische Outback. Daar stranden ze met autopech. Wanneer de joviale vijftiger Mick Taylor (John Jarratt) langskomt met zijn truck, biedt hij aan hen en hun wagen mee te nemen naar zijn werkplaats bij de gesloten mijnbouwfabriek en er daar naar te kijken. Bij gebrek aan een andere keus, accepteren de drie zijn hulp.
De wagen blijkt niet zomaar gemaakt en er rest niets anders dan een nacht te logeren op Taylors werkplaats. Deze maakt het 's avonds gezellig met een kampvuur en drank. Taylors eigengestookte brouwsel blijkt erin te hakken, want een voor een vallen de drie vrienden in slaap. Wanneer ze weer wakker worden, zijn ze alle drie op een andere plek vastgebonden. Taylor blijkt een sadististische moordenaar, die zijn slachtoffers het liefst zo lang mogelijk in leven houdt terwijl hij zijn lusten op ze botviert. En getuige de resten van vorige mensen her en der in zijn martelkamertjes, weet hij zich hier al tijden raad mee op zijn eigen stukje niemandsland. Hij onthult dat de wagen van de drie niet zomaar pech kreeg. Terwijl ze binnen zaten bij het tankstation, heeft hij hier persoonlijk voor gezorgd, waarna hij alleen nog hoefde te wachten tot ze panne kregen en op kon dagen als redder in nood.

## Trivia
- De krater in de film bestaat echt, maar heet Wolfe Creek in plaats van Wolf Creek.
- Het naambordje van de oude mijn verwijst naar Ivan Milat. In Navithalim Mining Co is zijn naam achterstevoren verwerkt.
- Een gesprek tussen de hoofdpersonages gaat over een gebeurtenis uit het verleden waarbij ieders horloge op dezelfde tijd ermee stopte. Dit is een verwijzing naar de film Picnic at Hanging Rock uit 1975.
- Op de plaats waar Taylor zijn martelpraktijken uitvoert, liggen onder meer verscheidene foto's van vorige slachtoffers. Op een deel hiervan staan familie en vrienden van regisseur McClean.